# 젠쓰지시
젠쓰지시(일본어: 善通寺市)는 일본 가가와현 북서부에 있는 시이다.
구카이의 출생지로 시코쿠 88개소에 속한 사찰들이 많이 있다. 마쓰야마시의 여덟 곳, 이마바리시·사이조시의 여섯 곳에 뒤이은 다섯 곳으로 시코쿠 전체에서는 4위이지만, 면적 면에서는 1위이다.
메이지 시대부터 일본 제국 육군의 사단이 주둔하던 곳으로 지금도 시가지와 가까운 곳에는 육상자위대의 여단 사령부와 주둔지가 있어 오래된 역사를 가지는 도시이기도 하다. 네모난 수박도 유명하다. 기후는 세토 내해식 기후에 속한다.

## 역사
옛날에는 나카무라로 불렸으며 시 이름은 구카이가 건립한 절의 이름인 젠쓰지(善通寺)에서 유래한 것이다. 구카이는 원래 이곳 출신이고 젠쓰(善通)는 부친의 법명이다.
시내에는 센고쿠 시대에 세이산 지역을 지배하던 가가와씨의 거성인 아마기리성이 있다. 젠쓰지시의 대부분은 옛 마루가메번에 속했으나 일부는 다도쓰번에 속했고 젠쓰지 사찰령도 존재했다. 메이지 시대에는 일본 육군이 주둔하였다. 1954년 3월 31일에는 나카타도군 젠쓰지정, 요기타촌, 요시와라촌, 후데오카촌, 다쓰카와촌이 합병해 젠쓰지시가 탄생하였다.

## 교통

### 철도
- 시코쿠 여객철도 도산선

### 도로
- 다카마쓰 자동차도(일본어판)
- 국도 제11호선
- 국도 제319호선 (일본)(일본어판)

## 인구
| 연도 | 인구   | ±%    |
| ---- | ------ | ----- |
| 1960 | 36,311 | —     |
| 1970 | 35,254 | −2.9% |
| 1980 | 38,080 | +8.0% |
| 1990 | 38,423 | +0.9% |
| 2000 | 36,413 | −5.2% |
| 2010 | 33,826 | −7.1% |

## 자매 도시
- 일본 나가사키현 히라도시
- 일본 와카야마현 고야정
- 미국 아칸소주 엘더레이도